# An Post
An Post, iriska för Posten, är Republiken Irlands statliga postverk. An Post grundades 1984 efter en bolagisering av irländska Post- & Telegrafverket (Department of Posts & Telegraphs) där An Post och statliga teleoperatören Telecom Eiréann (numer Eircom) grundades. 
An Post har dock anor från brittiska postverket, General Post Office, då General Post Office drev postverksamheten på hela ön fram till självständigheten 1922. Idag kalls det brittiska postverket för Royal Mail. Än idag så är de flesta postlådorna i framförallt städernas centrum fortfarande gamla brittiska som aldrig blivit utbytta, ommålade från rött till grönt. Många är från drottning Viktorias tid på mitten av 1800-talet. Detta ser man tydligt, då alla brittiska brevlådor bär den dåvarande regentens namnemblem. I Nordirland däremot, är brevlådorna fortfarande klassiskt röda, då posthanteringen fortfarande sköts av Royal Mail.

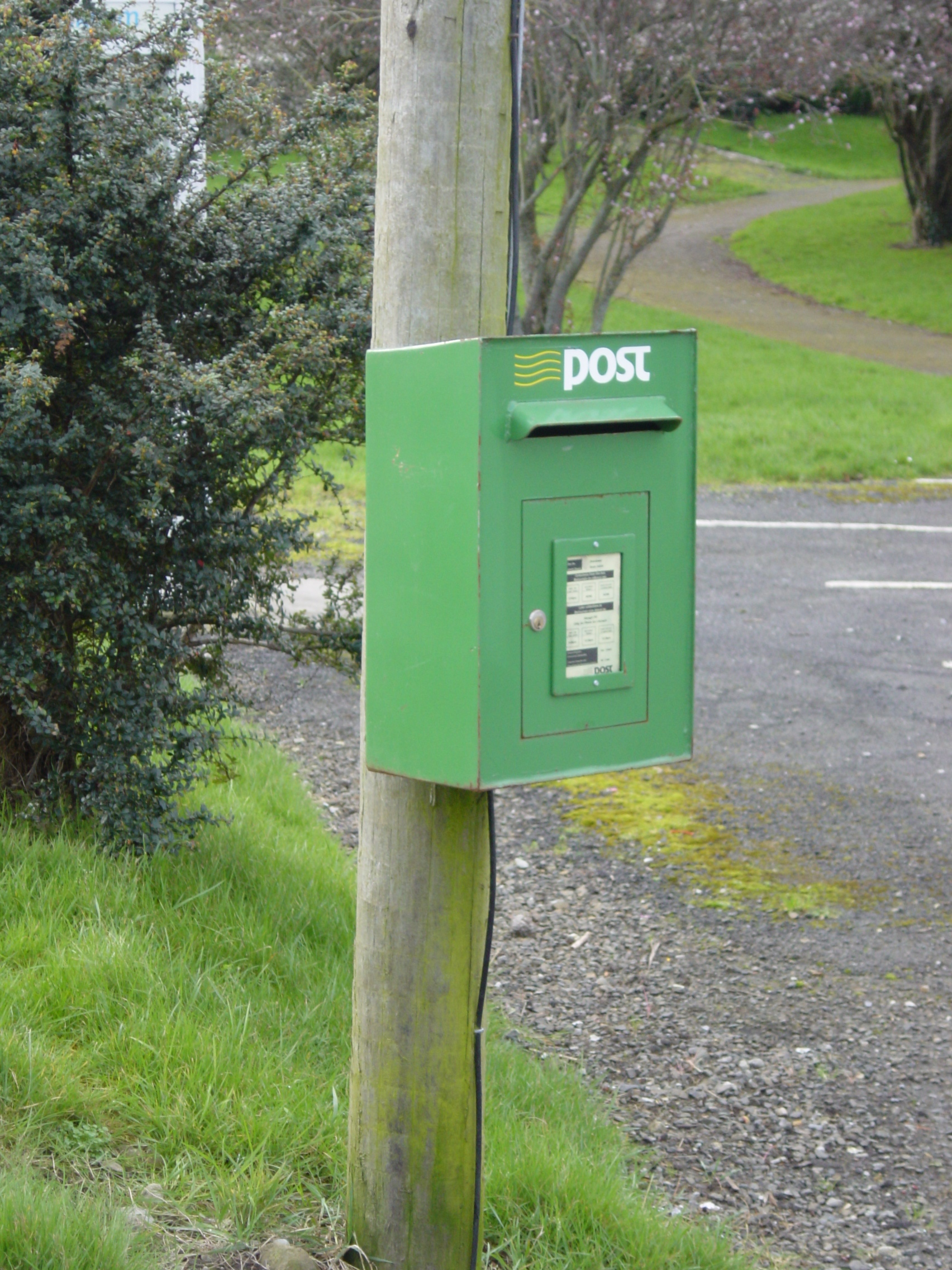
Grön irländsk postlåda på en lyktsolpe.

An Posts kontor på Irland skyltas oftast "Oifig an Phoist", vilket är iriska för postkontor.
An Post driver också Postbank, som tillsammans med belgiska banken Fortis är ett delagt dotterbolag, representerat på de flesta postkontor i Irland.

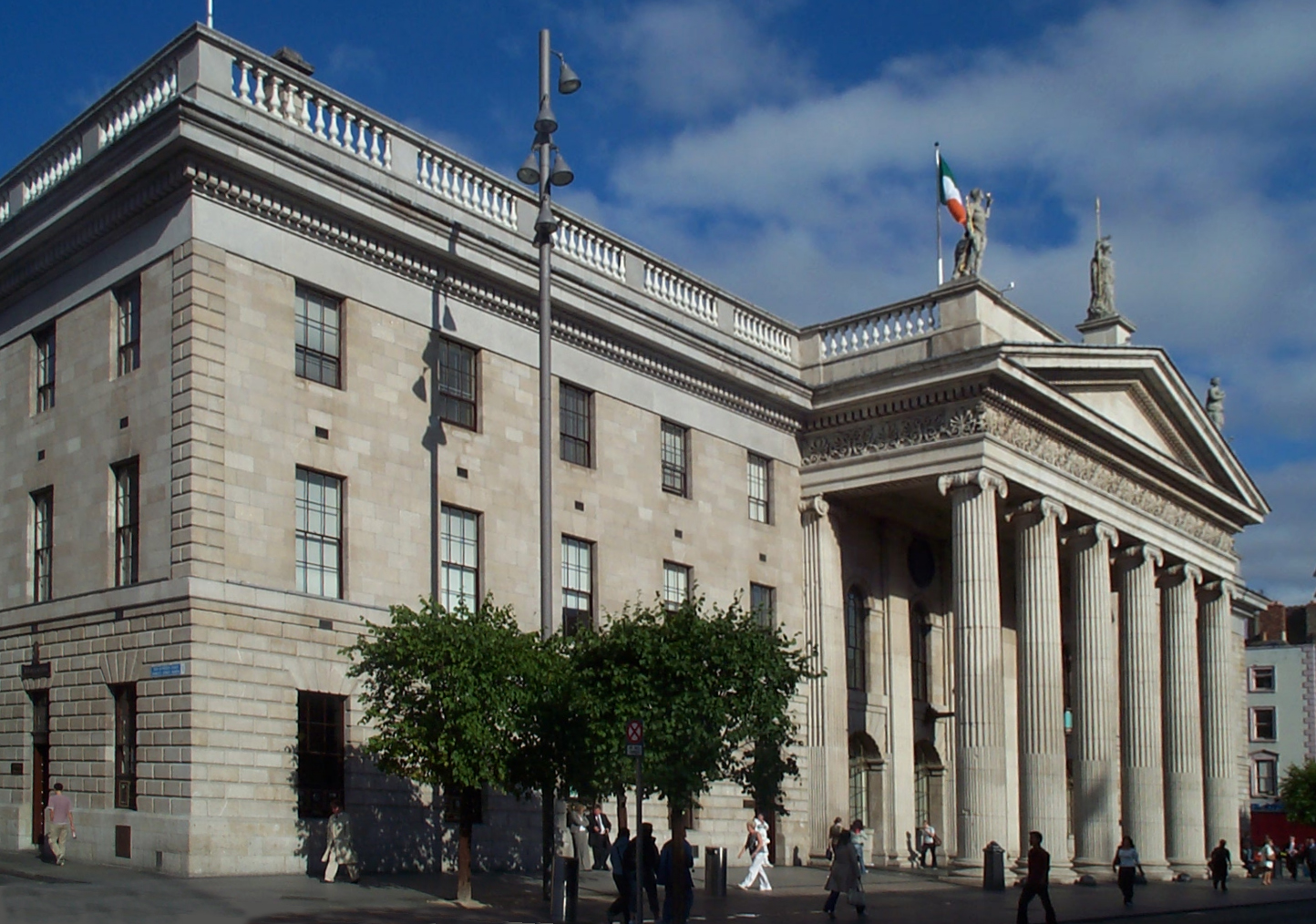
Huvudpostkontoret i Dublin på paradgatan O'Connell Street, General Post Office, An Posts huvudkontor.